# Grieskirchen
Grieskirchen è un comune austriaco di 4 905 abitanti nel distretto di Grieskirchen, in Alta Austria, del quale è capoluogo; ha lo status di città capoluogo di distretto (Bezirkshauptstadt).

## Geografia fisica
Grieskirchen è collocata nella Trattnachtal e il nucleo cittadino si trova sulla riva settentrionale del fiume Trattnach. Sorge a 334 m s.l.m.; l'estensione del territorio comunale da nord a sud è di 4,7 km e da ovest a est di 4,8 km. La superficie totale è di 11,74 chilometri quadrati, di cui il 10,3% coperto di boschi e il 70,9 % usato per l'agricoltura.

## Storia
Grieskirchen è menzionata per la prima volta nel 1321. Nel 1398 Andreas von Polheim comprò il castello di Tegernbach, il mercato e il tribunale, mentre nel 1514 Sigmund Ludwig von Polheim acquistò il dominio su Parz e fece ricostruire il castello. Lo stesso Von Polheim nel 1564 ottenne il diritto di mercato per Grieskirchen, che due decenni dopo, nel 1585, fu colpita da un'epidemia di peste.
Nel 1613 Grieskirchen acquisì lo status di città, definito dieci anni dopo da un primo statuto; nel 1626 si registrarono tumulti contadini e nel 1714-1715 ci fu un'altra epidemia di peste, seguita nel 1747 da un grave incendio. In epoca napoleonica, tra il 1809 e il 1816, Grieskirchen fu città di confine del Regno di Baviera.
Tra il XIX e l'inizio del XX secolo la città venne dotata di importanti strutture pubbliche: la posta nel 1838, la linea ferroviaria Wels-Passavia nel 1861, l'ospedale nel 1912 e una scuola nel 1920. Il 12 settembre 1938 ha inglobato i comuni soppressi di Manglburg e Parz. Nel secondo dopoguerra furono aperti un liceo (1966) e una scuola di musica (1979).

## Economia
L'industria di veicoli e macchine agricole Pöttinger Landtechnik, esporta in tutto il mondo e contribuisce significativamente all'economia e all'occupazione della città; fondata nel 1871, la fabbrica oggi conta 1 370 impiegati. A Grieskirchen si trovano anche una birreria (Brauerei Grieskirchen), fondata nel 1871 e che oggi produce la birra Grieskirchner, limonata e birra bianca, e il mulino Haberfellner (Haberfellner-Mühle), impresa familiare che oggi è tra i mulini più moderni dell'Europa ed è la più grande azienda del settore in Austria.

## Monumenti e luoghi d'interesse

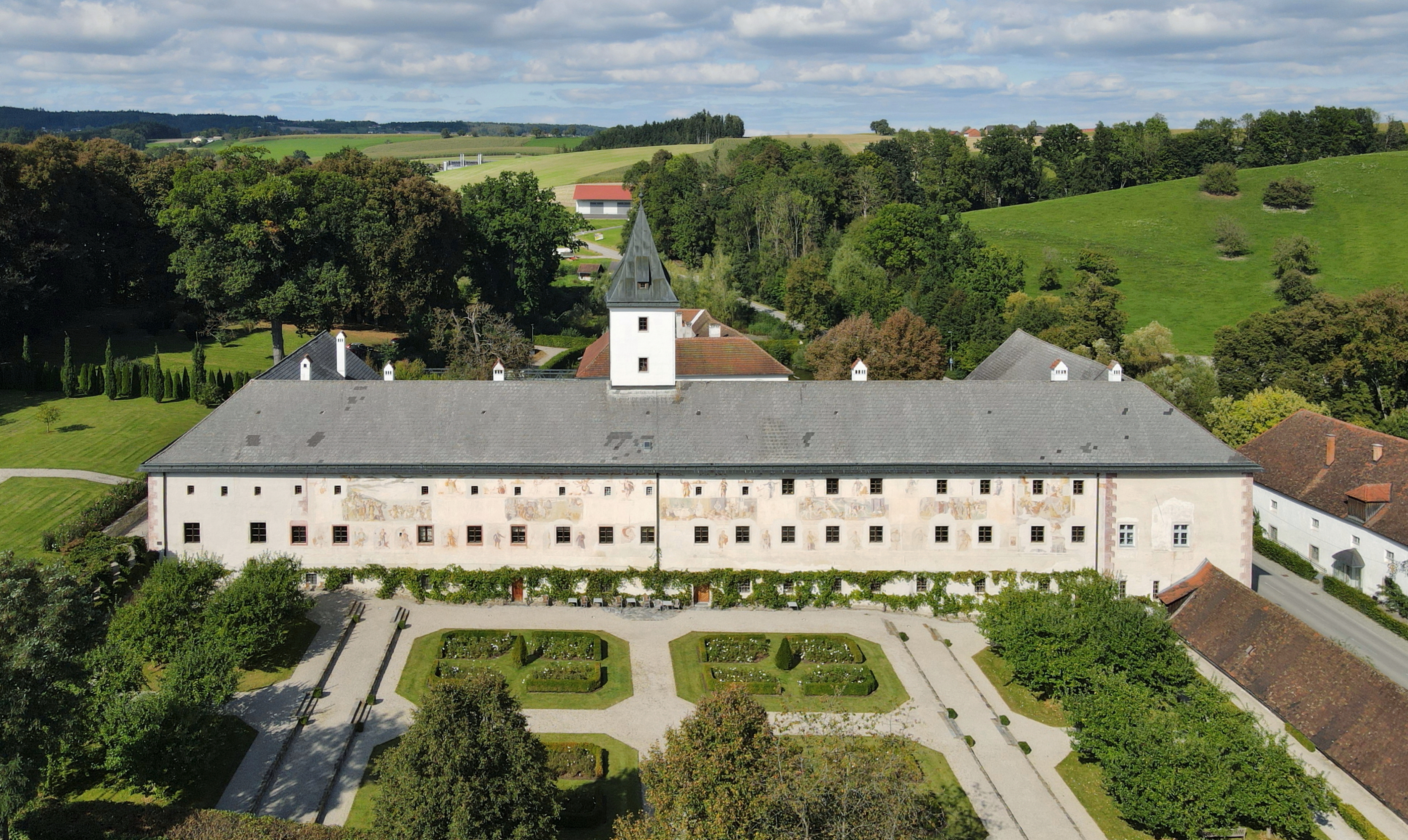
Castello di Parz

- Il castello di Parz (Schloss Parz) fu costruito in epoca rinascimentale e vanta il più grande ciclo di affreschi a Nord delle Alpi ancora conservato nello stato originale.
- Un altro castello rinascimentale, il castello di Tollet (Schloss Tollet), è sede del Bezirksheimathausverein Grieskirchen, un'associazione culturale che nel 2009 ha aperto il museo Kulturama dove hanno luogo anche mostre concerti.
- L'ospedale, che appartiene all'ordine francescano, era stato in passato un altro castello (Schloss Reinleiten). All'inizio del XX secolo fu convertito in ospedale dall'imperatore Francesco Giuseppe
- La chiesa parrocchiale di San Martino (Stadtpfarrkirche Sankt Martin) fu costruita in stile gotico così come la cappella di Sant'Anna (Annakapelle), risalente al XV secolo.
- Sulla piazza della chiesa sorge il Karbrunnen, una fontana che fu costruita nel Medioevo dopo che un incendio aveva distrutto quasi interamente la città.
- Nella Pühringerplatz si innalza una colonna votiva, chiamata Dreifaltigkeitssäule.